# Schloss Ehrstädt

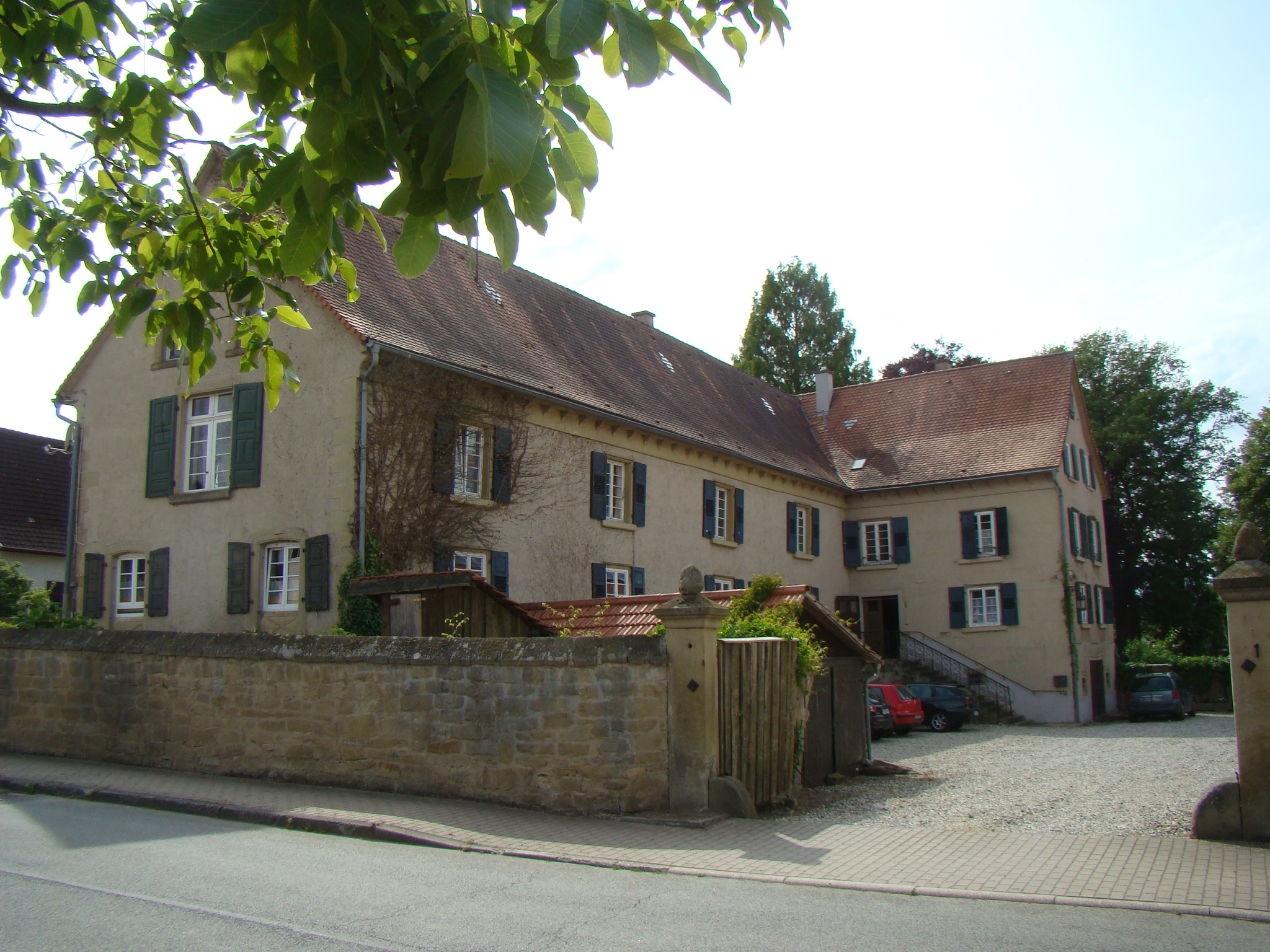
Schloss Ehrstädt

Das Schloss Ehrstädt in Ehrstädt, einem Stadtteil von Sinsheim im Rhein-Neckar-Kreis (Baden-Württemberg), wurde 1769 durch Christoph Ferdinand III. Friedrich von Degenfeld errichtet.

## Geschichte
Das Schloss im Südwesten des Ortes wurde wohl an der Stelle eines abgegangenen älteren Schlosses erbaut, da sich zwar urkundliche Belege über dieses, aber keine baulichen Spuren finden lassen. Der Neubau des Schlosses fällt in die Zeit wenige Jahre nachdem Christoph Ferdinand I. von Degenfeld (1699–1766) den zuvor zersplitterten Besitz der Degenfeld-Neuhaus auf sich vereinen konnte. In den 1760er Jahren gab es zahlreiche Verhandlungen der verarmten Gemeinde gegenüber der selbstherrlichen Ortsherrschaft, die nach Christoph Ferdinands I. Tod von dessen drei Söhnen Reinhard Philipp Friedrich (1722–1784), Christoph Eberhardt Friedrich (1737–1792) und Christoph Ferdinand III. Friedrich (1739–1812) nicht minder selbstherrlich fortgeführt wurde. Nachdem es 1768 sogar zu einem Aufstand der verarmten Bürger gekommen war, mussten die Aufständischen hohe Strafzahlungen entrichten, die wohl größtenteils in den Bau des Schlosses 1769 flossen. Vor 1793 soll sich ein größerer Brand auf dem Schloss ereignet haben. Das Schloss blieb im Besitz der Familie von Degenfeld-Neuhaus, bis diese 1921 im Mannesstamm erlosch. Danach kam es durch Erbgang in den Besitz der Freiherren Thumb von Neuburg.

## Beschreibung
Das Schloss ist ein nahezu schmuckloser zweiflügliger und dreistöckiger Barockbau mit Satteldach. Im von den beiden Flügeln gebildeten Winkel zum Innenhof befindet sich eine Freitreppe zum Portal, in das die Initialen des Erbauers („C.F.v.D“) und die Jahreszahl 1769 eingehauen sind.
Das Schloss ist von einem ummauerten Schlosspark und zahlreichen Wirtschaftsgebäuden im Stil einer fränkischen Hofanlage  umgeben. Im Schlosspark befand sich einst ein kleiner See, der später zugeschüttet wurde.